# Wild World
Wild World är en låt skriven och framförd av Cat Stevens. Den utgavs första gången på hans fjärde album, Tea for the Tillerman från 1970.
Stevens hade ett förhållande med skådespelerskan och modellen  Patti D'Arbanville och skrev flera låtar om henne, däribland Wild World. 
Låten är skriven utifrån synvinkeln att sångaren lämnas av den personen sjunger till. Stevens har sagt till tidskriften Mojo att ackorden hämtat influens från en ackordföljd i spansk musik som Stevens vände på, vilket blev det musikaliska temat i låten.

## Covers
Flera covers har gjort på Wild world, den första, av Jimmy Cliff, utgavs redan någon månad efter Stevens, och hamnade på  UK Singles Chart. 
1993 släppte rockbandet Mr Big en cover på deras tredje album Bump Ahead. Singeln hamnade på nr 27 på Billboard Hot 100, nr 33 på Top 40 Mainstream och nr 12 på Mainstream Top 40. I Europa var den mycket framgångsrik och toppade nr 4 i Danmark, nr 7 i Österrike och Schweiz, nr 10 i Norge, Sverige och Nederländerna och nr 13 på Island. 
Senare covers har gjorts av exempelvis Maxi Priest